# 330 av. J.-C.
Cette page concerne l'année 330 av. J.-C. du calendrier julien proleptique.

## Événements
- Janvier : en marchant sur Persépolis, Alexandre le Grand se heurte au satrape Ariobarzanès aux Portes persiques et subit de lourdes pertes[1]. À Persépolis, Alexandre fait sa jonction avec Parménion. Il occupe la ville royale de Pasargades puis entreprend avec difficulté de soumettre la Perse proprement dite (Fars) au printemps. Il ravage les campagnes et soumet les places fortes une à une, soit par la force, soit par la mansuétude. Il combat les Mardes, « peuple de brigands »[2].

- Avril-mai : retour d’Alexandre le Grand à Persépolis[2]. Il incendie la ville, selon la légende pour plaire à sa maîtresse Thaïs[3] et pour venger la destruction de l'Acropole et de l'Érechthéion en 480 av. J.-C. par Xerxès Ier, lointain ancêtre et prédécesseur de Darius. En fait, l’incendie de Persépolis est un geste délibéré et réfléchi, qui vise à terroriser les populations de Perse particulièrement récalcitrantes et à priver l’empire achéménide de sa capitale royale[3].
- Juin : Alexandre marche sur Ecbatane, en Médie où s'est replié Darius III. Il place son trésor dans la citadelle et en confie la garde à Parménion et au trésorier Harpale[4].
- 28 juin : le calendrier attique adopte le cycle de 76 ans de Calippe[5].

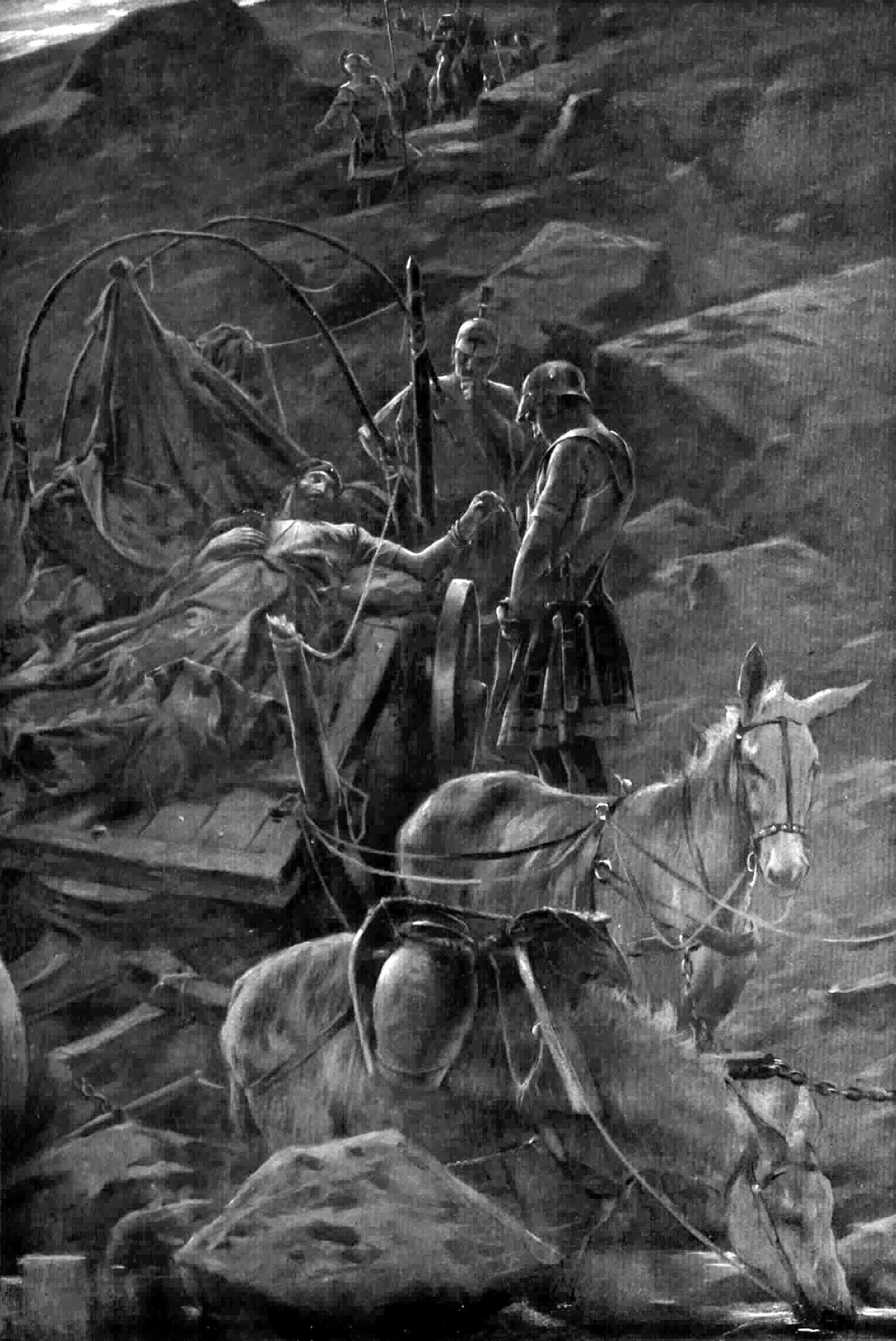
Juillet : la mort de Darius. Gravure d'André Castaigne.

- 1er juillet[3] : Darius III, en fuite, est assassiné par Bessus, le satrape de Bactriane et de Sogdiane à Hécatompylos. Bessus prend le titre de Grand Roi[4]. Alexandre fait des funérailles royales à Darius et déclare qu’il continue la guerre pour le venger.
- 17 juillet (1er juillet du calendrier romain) : début à Rome du consulat de Lucius Papirius Crassus et Lucius Plautius Venno. Les Volsques de Fabrateria et de Luca (situation inconnue) demandent la protection des Romains contre la menace des Samnites, et Rome met en garde les derniers qui renoncent à la guerre. Guerre de Rome contre Privernum alliée à Fondi[6]. 
  - Le territoire de Rome est de 6 400 km²[7]. L'Étrurie méridionale fournit de riches terres à blé. Les populations du Latium et de la montagne sont liées à la cause de Rome, qui apparaît comme la principale puissance de l’Italie centrale.
- Août-septembre : Alexandre s’empare de l’Hyrcanie, de la Parthie et de l’Arie[4].

- Été : à Athènes, procès de la couronne intenté par Eschine contre Ctésiphon, qui est acquitté. Sur la couronne, discours de Démosthène[8].

- Novembre : exécution de Philotas, coupable de lèse-majesté, et assassinat à Ecbatane de son père Parménion pour son silence complice, sur ordre d’Alexandre[4].
- Décembre : Alexandre rassemble ses forces en Arachosie[4].

## Naissances en 330 av. J.-C.
- Cléanthe, philosophe grec (date incertaine).

## Décès en 330 av. J.-C.
- Antiphane, poète comique, auteur de 300 comédies (né v. 405 av. J.-C.)
- Darius III, dernier Grand Roi légitime de la dynastie achéménide.
- Parménion, général de Macédoine.